# استفان یانکوویچ
استفان یانکوویچ (سیریلیک صربی: Стефан Јанковић؛ زادهٔ ۴ اوت ۱۹۹۳) بازیکن بسکتبال اهل کانادا است.

## حرفه
از باشگاه‌هایی که در آن بازی کرده‌است می‌توان به باشگاه بسکتبال ستاره سرخ بلگراد اشاره کرد.